# Leon III. Syrský
Leon III. Syrský (též Lev III. Isaurský, méně správně[zdroj?] Isaurijský, kolem 675 – 18. června 741) byl jedním z nejvýznamnějších byzantských císařů, kteří kdy na Bosporu panovali. Během své vlády (717–741) zahájil boj proti uctívání obrazů. Jím založená Syrská dynastie (méně správně[zdroj?] isaurská nebo isaurijská) setrvala na byzantském trůnu až do roku 797.

## Kariéra vojevůdce a nástup na trůn
Konon, jak znělo Leontovo rodné jméno, pocházel z východní části byzantské říše, narodil se kdesi v syrském pohraničí. Dříve než byl provolán byzantským císařem, osvědčil se v mnoha vojenských funkcích a jako stratég thematu Anatolikon. V roce 717, kdy byla Konstantinopol obležena mohutným arabským vojskem, rezignoval císař Theodosios III. a přenechal obranu hlavního města schopnému Kononovi. Leon III. znal z osobní zkušenosti dobře válečné taktiky Arabů (současníci ho nazývali Sarakénofron). Okamžitě začal pracovat na záchraně Konstantinopole. Navzdory velkému rozsahu roční blokády a obětem, které jí Arabové přinesli, zůstala tato akce bezúspěšná. Přispěla k tomu Leontova obratná a lstivá politika, při níž osvědčil i diplomatické umění. Dojednal vojenský zásah bulharského chána Tervela na straně Byzance i pomoc Chazarů, kteří vpadli arabským bojovníkům do zad. Své udělala také dezerce křesťanských otroků, zima, hlad a epidemie. Nový chalífa, jímž se stal Umar II., nařídil v srpnu 718 svým vojskům od města ustoupit. Arabská flotila čítající na 1800 lodí, byla téměř zničena „řeckým“ ohněm, který Leon přikázal proti ní použít, a prudkou bouří v Egejském moři. Zbylá pozemní armáda, která dopadla o něco lépe, odtáhla do Sýrie. Leontova úspěšná obrana Konstantinopole zabránila Arabům proniknout z východu hlouběji do nitra křesťanského území (podobně jako vítězství Karla Martella u Poitiers na západě v roce 732), a měla proto velký význam jak ze strategického tak z politického a morálního hlediska.
Arabové se však z grandiózního neúspěchu pod Konstantinopolí brzy vzpamatovali a již počátkem dvacátých let začali podnikat loupeživé vpády do Malé Asie. Navzdory svému vojenskému umění nedokázal Leon po celé dvě desetiletí tuto expanzi zastavit. Obrat přineslo teprve jeho vítězství u Akroinu v roce 740, jímž donutil útočníky vyklidit západní část poloostrova.

## Reformy
Leontovi bylo na rozdíl od jeho předchůdců dopřáno vládnout téměř čtvrtstoletí. To byla dostatečně dlouhá doba, aby mohl zavést řadu reforem, jejichž cílem bylo posílit byzantskou říši a přinést ji větší vnitřní i mezinárodní stabilitu. Pozornost věnoval právnímu systému říše, mincovnictví, vojenství. Roku 726 vydal jménem svým a svého syna Konstantina nový právní kodex, zvaný Ekloga.
Leon III. úspěšně usiloval o založení vlastní dynastie. Nejznámější je jeho reforma církevní praxe (zákaz uctívání obrazů – ikonoklasmus), která byla podle současné anglické historičky Judith Herrinové, „z dlouhodobého hlediska nejméně důležitá, přesto však byl kvůli ní ocejchován jako heretik a pronásledovatel církve.“

## Boj o uctívání obrazů
Iniciátorem odmítnutí uctívání obrazů (ikonodulie, ikonofilie) se stal císař osobně, když roku 726 nařídil, aby z kostelů byly odstraněny všechny obrazy andělů a svatých. V roce 730 vydal ikonoklastický edikt, jímž bylo obrazoborectví uvedeno do života. Jím bylo přikázáno biskupům, aby odstranili z kostelů všechny ikony – zobrazení členů svaté rodiny a biblických postav, mučedníků, světců a biskupů i žijících svatých mužů. Patriarchu Germana, který odmítl poslechnout a nechtěl odstranit ikony z hlavního konstantinopolského chrámu Hagia Sofia, sesadil a nahradil ho sympatizujícím spolupracovníkem Anastasiem. Leontovo rozhodnutí mělo rozhodně složitou motivaci. Podle anglického osvícenského historika Edwarda Gibbona, který svými názory na mnoho desetiletí předznamenal bádání o byzantských dějinách, se Leon „nevyznal v náboženské ani světské literatuře, ale výchova a rozum a možná i kontakt s Židy a Araby probudily v bojovném sedlákovi nenávist k obrazům“. Tento názor vychází z dobových historických prací, které byly ovšem napsány autory přiklánějícími se k uctívání. Na formování názorů císaře, který pocházel z východu, mohli mít vliv maloasijští biskupové stejně jako opatření chalífy Jazída II., který krátce předtím nařídil odstranit z mešit figurální výzdobu. Anglický filosof a kulturní historik Christopher Dawson poukazuje na souvislost mezi ikonoklasmem a christologickými herezemi a také paulikiánstvím jako spojovacím článkem mezi nimi. V jejich pozadí stál podle jeho názoru „pod povrchem hluboce usazený kontrast dvou kultur a dvou duchovních tradic“ a „latentní protiklad orientálních a řeckých složek v náboženském životě říše“, přičemž pro křesťanství byzantského východu bylo po dlouhá staletí typické sektářství, které odmítalo vše hmotné, svátosti, užívání vnějších znamení i obřady jako idolatrii a uznávalo pouze duchovní náboženský ideál. Leon byl nepochybně veden také úmyslem zastavit přílišný rozmach klášterů a v zájmu jednoty říše se znovu prosadit jako hlava byzantské církve. Později k tomu nepochybně přistoupila snaha získat bohatství, které představovaly ikony a drahocenné bohoslužebné předměty, a využít je v zájmu nutné obrany před vnějším nepřítelem.
Bezprostředním podnětem prvního Leontova zákazu byla podle Judith Herrinové přírodní katastrofa v roce 726 – obrovská podvodní erupce v Egejském moři, která vyvrhla nový ostrov. To považovali ve středověku za Boží varování, proto se císař snažil zjistit, proč k výbuchu sopky došlo. Jeho teologové mu pak vysvětlili, že Bůh se zlobí na křesťany, protože se přílišným uctíváním obrazů dopouštějí modloslužebnictví, zatímco muslimové odmítají jakékoliv zobrazování živých bytostí a zakazují to i křesťanům a židům, kteří žijí na jejich území. Odtud byl už jen krůček k vysvětlení, proč nevěřící Arabové již dlouhodobě vítězí ve válkách s křesťanskou Byzancí.
Opatření proti uctívání obrazů byla zpočátku mírná, jejich zastánci se stali především obyvatelé Malé Asie, zatímco lidové vrstvy evropské části říše sympatizující s mnichy se postavily na odpor. Téměř bezprostředně po prvních ikonoklastických opatřeních vypuklo povstání ve středním Řecku. Povstalci provolali císařem jakéhosi Kosmu, který se roku 727 dokonce pokusil dobýt Konstantinopol. Mnohem závažnější byl razantní nesouhlas církve a papeže. Zpočátku zaujal Řehoř II. vůči opatřením Leonta III. umírněný kritický postoj a bezvýsledně ho napomínal. Jeho loajalita pramenila z potřeby získat pomoc Byzance proti Langobardům, rozšiřujícím svoje državy v Itálii. Po vydání ediktu však jeho nástupce Řehoř III. obrazoborectví odsoudil, neboť byl šokován způsobem, jakým císař zasahoval do záležitostí církve – to bylo v Byzanci, kde byl nastolen caesaropapismus, celkem běžné, ale na západě si papež tvrdě bránil svoji nezávislost na světské moci. Roku 731 svolal Řehoř III. synodu italských biskupů, která odmítla ikonoklastický dekret a uvrhla na všechny ikonoklasty včetně císaře a patriarchy klatbu[nepřesný odkaz]. To znamenalo otevřenou roztržku mezi papežskou kurií a Byzancí. Nešlo v ní pouze o spor o uctívání obrazů, ale také o právo císaře zasahovat do církevních záležitostí.
V Itálii vypuklo protibyzantské povstání a Leon sáhl k rázným protiopatřením. Roku 732 vyňal z papežské pravomoci rozsáhlé byzantské oblasti: Sicílii, Kalábrii, východní Illyricum (Epeiros, Makedonii, Thrákii) a zřejmě i Krétu a podřídil je konstantinopolskému patriarchovi. Na tomto území zkonfiskoval papežské statky. Řada mnichů se poté uchýlila do Říma, kde vzniklo několik řeckých klášterů. Tento zásah do dosud panujících poměrů výrazně přispěl k prohloubení stále zřetelněji se rýsující hranice mezi řeckým Východem a latinským Západem.